# Дубровка (Себезький район)
Дубровка (рос. Дубровка) — присілок в Себезькому районі Псковської області Російської Федерації.
Населення становить 306 осіб. Входить до складу муніципального утворення Себезьке муніципальне утворення.

## Історія
Від 2015 року входить до складу муніципального утворення Себезьке муніципальне утворення.

## Населення
| 2001 | 2002 | 2010 |
| ---- | ---- | ---- |
| 453  | ↘384 | ↘306 |